# Charlotte Fry
Charlotte Fry (Scarborough, 11 de febrero de 1996) es una jinete británica que compite en la modalidad de doma. Es hija de la jinete Laura Fry.
Participó en dos Juegos Olímpicos de Verano, obteniendo tres medallas de bronce, una en Tokio 2020 en la prueba por equipos (junto con Carl Hester y Charlotte Dujardin) y dos en París 2024, individual y por equipos (con Becky Moody y Carl Hester).
Ganó tres medallas en el Campeonato Mundial de Doma de 2022 y tres medallas en el Campeonato Europeo de Doma, en los años 2021 y 2023.

## Palmarés internacional
| Juegos Olímpicos   | Juegos Olímpicos      | Juegos Olímpicos  | Juegos Olímpicos      |
| Año                | Lugar                 | Medalla           | Categoría             |
| ------------------ | --------------------- | ----------------- | --------------------- |
| 2020               | Tokio (Japón)         | Medalla de bronce | Por equipos           |
| 2024               | París (Francia)       | Medalla de bronce | Individual            |
| 2024               | París (Francia)       | Medalla de bronce | Por equipos           |
| Campeonato Mundial |                       |                   |                       |
| Año                | Lugar                 | Medalla           | Categoría             |
| 2022               | Herning (Dinamarca)   | Medalla de oro    | Individual (especial) |
| 2022               | Herning (Dinamarca)   | Medalla de oro    | Individual (libre)    |
| 2022               | Herning (Dinamarca)   | Medalla de plata  | Por equipos           |
| Campeonato Europeo |                       |                   |                       |
| Año                | Lugar                 | Medalla           | Categoría             |
| 2021               | Hagen (Alemania)      | Medalla de plata  | Por equipos           |
| 2023               | Riesenbeck (Alemania) | Medalla de oro    | Por equipos           |
| 2023               | Riesenbeck (Alemania) | Medalla de plata  | Individual (libre)    |